# Herb gminy Milejewo
Herb gminy Milejewo – jeden z symboli gminy Milejewo, autorstwa Kamila Wójcikowskiego i Roberta Fidury, ustanowiony 11 maja 2018.

## Wygląd
Herb przedstawia na tarczy  w polu czerwonym buk srebrny o sześciu liściach i czterech owocach, między którego gałęziami krzyż łaciński złoty, z kulkami na każdym rogu ramion górnego i bocznych.

## Symbolika
Motyw krzyża pochodzi z pieczęci komturstwa elbląskiego, która wyobrażała lwa wspiętego trzymającego krzyż z kulkami. Tereny gminy Milejewo należały w przeszłości do tego właśnie komturstwa, zaś komturzy elbląscy byli często założycielami poszczególnych wiosek gminy Milejewo, w tym samego Milejewa.
Motyw przyrodniczy ma symbolizować florę Parku Krajobrazowego Wysoczyzny Elbląskiej, którego istotnym elementem jest buczyna.

## Historia
W 2015 roku wójt przedstawił Radzie Gminy propozycję rozpoczęcia prac mających doprowadzić do opracowania i przyjęcia herbu gminy. Projekt herbu opracowali Kamil Wójcikowski i Robert Fidura. W wyniku konsultacji wybrano projekt, który po przesłaniu dokumentacji do zaopiniowania przez  Ministerstwo Spraw Wewnętrznych i Administracji, został odrzucony przez Komisję Heraldyczną ze wskazaniem niezbędnych poprawek. Po ich wprowadzeniu przesłano projekt do ponownego rozpatrzenia.
Komisja Heraldyczna uchwałą nr 77-2053/O/2017 z 28 września 2017 w sprawie projektów: herbu, flag, banneru i pieczęci Gminy Milejewo, wyraziła pozytywną  opinię dotyczącą przedłożonych projektów, uznając je za zgodne z zasadami heraldyki, weksykologii i miejscową tradycją historyczną. Minister Spraw Wewnętrznych i Administracji pismem nr DAP-WSUST-73-26/2017  KH-2053 z 24 października 2017 roku, pozytywnie zaopiniował przedłożone projekty. Projekt herbu gminy Milejewo został przyjęty Uchwałą Rady Gminy Milejewo z dnia 11 maja 2018.